# Вармсрот
Вармсрот (нім. Warmsroth) — громада в Німеччині, розташована в землі Рейнланд-Пфальц. Входить до складу району Бад-Кройцнах. Складова частина об'єднання громад Штромберг.
Площа — 5,91 км2. Населення становить 474 ос. (станом на 31 грудня 2020).